# Where the Ocean Meets My Hand
Where the Ocean Meets My Hand är det tredje albumet av det svenska indiepop-bandet Billie the Vision & the Dancers, utgivet 2007.

## Låtlista
1. "My Love" - 3:32
2. "Scared" - 3:32
3. "Damaging This Apartment" - 3:04
4. "A Beautiful Night in Oslo" - 4:04
5. "Take Me to the Boats" - 3:52
6. "There's Hope for Anyone" - 3:06
7. "Overdosing With You" - 2:43
8. "So You Want Me to Bleed" - 2:52
9. "I Saw You on TV" - 3:22
10. "I've Been Having Some Strange Dreams" - 2:52
11. "I'm on the Road" - 3:34
12. "Absolutely, Salutely" - 4:02
13. "Stick to You" - 3:18